# Новоакимовка (Мелитопольский район)
Новоакимовка (укр. Новоякимівка) — село,
Новгородковский сельский совет,
Мелитопольский район,
Запорожская область,
Украина.
Код КОАТУУ — 2323081609. Население по переписи 2001 года составляло 133 человека.

## Географическое положение
Село Новоакимовка находится в 2,5 км от левого берегу реки Большой Утлюк,
на расстоянии в 5,5 км от села Высокое.
По селу протекает пересыхающий ручей с запрудой.

## История
Согласно сайту Верховной Рады Украины, Новоакимовка была основана в 1929 году. Тем не менее, на немецкой военной карте 1943 года на месте села ничего не отмечено, и только на противоположном берегу пруда, в 1 км к востоку от нынешнего села, отмечен населённый пункт Вторая Ферма, состоящий из одной улицы и 54 дворов.